# Mina do Cabo Mondego

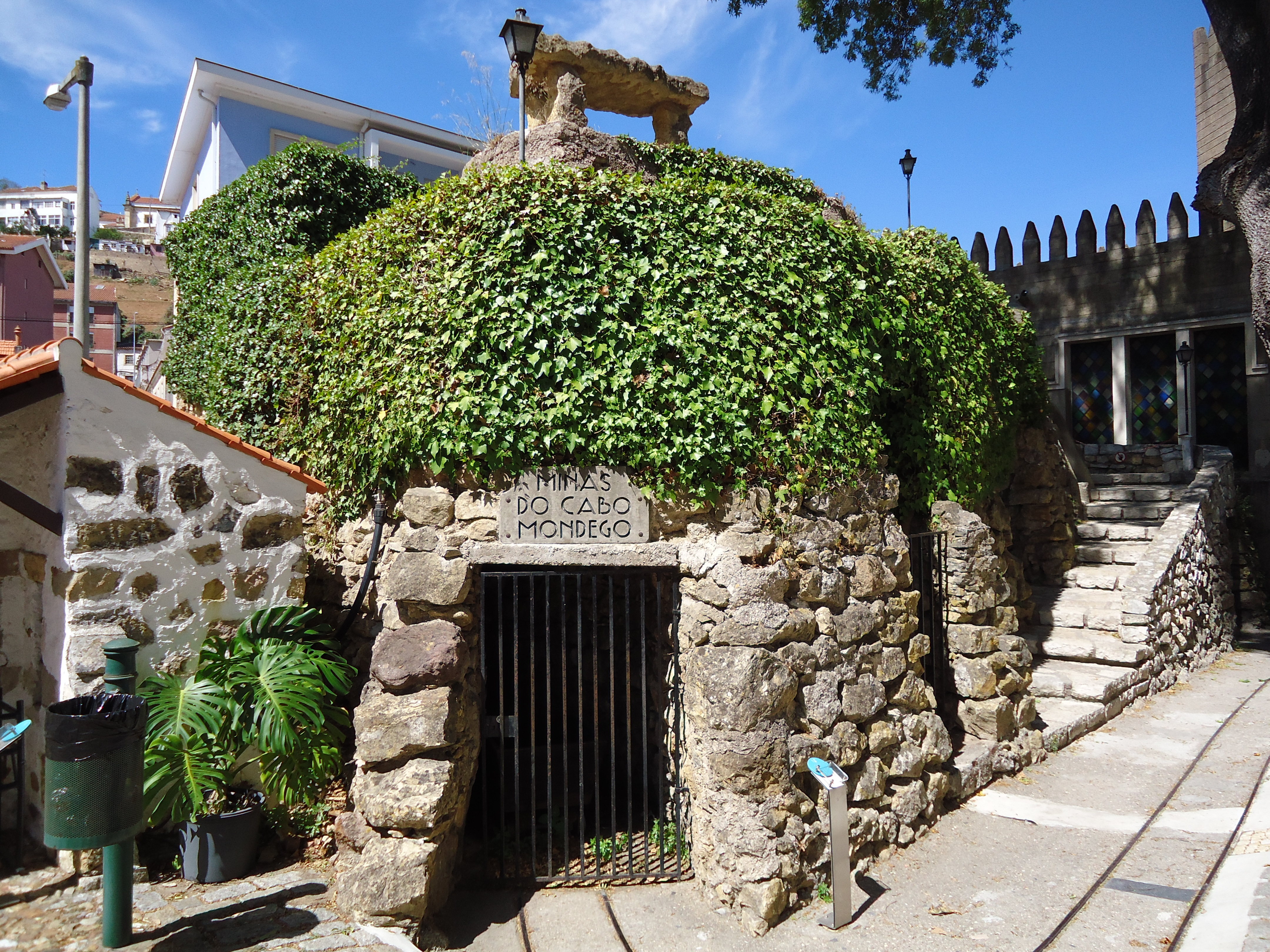
Portugal dos Pequenitos, Coimbra: homenagem às Minas do Cabo Mondego.

A mina do Cabo Mondego localiza-se na freguesia de Buarcos, no Município de Figueira da Foz, no Distrito de Coimbra, em Portugal. Trata-se de uma antiga mina de carvão mineral atualmente desativada.

## História
A descoberta das jazidas de carvão mineral no local e o início de sua exploração remontam a 1750, atribuídas a um cidadão inglês, então residente na Figueira da Foz. Esgotadas as camadas superficiais (de mais fácil acesso), foi necessário proceder-se, por volta de 1761, a um estudo mais aprofundado do jazigo, de que foram incumbidos os professores Guilherme Elsden e Domingos Vandelli, da Universidade de Coimbra. Entretanto, seria apenas por ordem do Marquês de Pombal, a partir de 1773, que se iniciou a real exploração do jazigo, a cargo de J. Nunes de Figueiredo. Em 1787, este último foi substituído pelos irmãos Rapozo, responsáveis pela abertura dos primeiros poços desta exploração — os chamados "Poços Rapozos".
Os trabalhos de lavra foram suspensos em 1789 por força de uma inundação que destruiu parte dos trabalhos subterrâneos.
Por decreto de 8 de julho de 1801, o Intendente Geral de Minas e Metais do Reino, José Bonifácio de Andrada e Silva, recebeu o encargo de administrar as antigas minas de carvão de Buarcos. Nessa qualidade ordenou o reinício das atividades, procedendo a abertura da mina "Mondego" ("poço Mondego"), com duas bocas ("Mondego" e "Santo António"). Foi ainda o responsável pela construção de uma fábrica de tijolos e de telhas e de um forno de cal, tendo também determinado o cultivo do Prazo de Santo Amaro para pasto dos animais que auxiliavam os trabalhos.
Os trabalhos de exploração por conta da Coroa encerraram-se em 1819, ano em que a lavra transitou para companhias particulares. Em 1825 teve lugar uma disputa entre o povo de Quiaios e a administração da mina, tendo o primeiro formulado uma petição a João VI de Portugal para a restituição dos terrenos do Prazo de Santa Marinha.
Durante o longo período compreendido entre 1819 e 1967 - data da suspensão definitiva dos trabalhos na mina devido ao grande incêndio de 1961 - o couto mineiro foi propriedade da Companhia de Negociantes de Lisboa, da Empresa das Minas do Cabo Mondego, da Companhia Mineira e Industrial do Cabo Mondego, da Empresa Exploradora das Minas e Indústrias do Cabo Mondego, da Companhia Mineira e Industrial de Portugal, da Companhia de Minas e Carvões de São Pedro da Cova e da Companhia de Carvões e Cimentos do Cabo Mondego. Nesse período foram executados muitos trabalhos mineiros de vulto, entre os quais os poços exteriores "Santo António", "Esperança", "Farrobo", "Fontainhas", "Lodres" (Lodi), "Caldas", "Santo Amaro", "São João", "Vieira" e "Guimarães", os poços interiores "Ajuda", "Mestre", "Auxílio" e "Bracourt" e quilómetros de galerias, incluindo as "Mondego", "Santa Bárbara", "Galeria Nova de Rolagem" e "Sousa Holstein".
Em 1872 foi implantado o caminho de ferro americano ligando a mina à Figueira da Foz.
Em nossos dias, da antiga mina apenas são visíveis as instalações de apoio (casa de escolha de carvão e oficinas) e as entradas do "Poço Mondego" e da "Galeria Nova de Rolagem – Nova Mondego". A sul da Boa Viagem observam-se igualmente as entradas de alguns poços ("Farrobo", "Fontaínhas", "Lodi" e "Caldas") e de três chaminés de ventilação.